# 龙虾礁
9°53′N 114°32′E / 9.883°N 114.533°E
龙虾礁位于南沙群岛九章群礁东南部边缘，染青沙洲与扁参礁之间，为一座暗礁。1983年公布名称为龙虾礁。西方文献称为“Bamford Reef”。